# フッ化ルビジウム
フッ化ルビジウム（フッかルビジウム、Rubidium fluoride, RbF）は、ルビジウムのフッ化物である。結晶構造は八面体形をとる。
フッ化ルビジウムはいくつかの方法で合成される。水酸化ルビジウムとフッ化水素から合成する方法：
{\displaystyle {\ce {RbOH\ + HF -> RbF\ + H2O}}}
フッ化水素酸で炭酸ルビジウムを中和する方法：
{\displaystyle {\ce {Rb2(CO3)\ + 2HF -> 2RbF\ + H2O\ + CO2}}}
金属ルビジウムとフッ素ガスを直接反応させても合成できる。
{\displaystyle {\ce {2Rb\ + F2 -> 2RbF}}}
ルビジウムはハロゲンと爆発的に反応する。